# Dolichopus setiger
Dolichopus setiger är en tvåvingeart som beskrevs av Negrobov 1973. Dolichopus setiger ingår i släktet Dolichopus och familjen styltflugor. Enligt den finländska rödlistan är arten nära hotad i Finland. Arten har ej påträffats i Sverige. Artens livsmiljö är källmiljöer. Inga underarter finns listade i Catalogue of Life.